# Jonas Anton Hielm
Jonas Anton Hielm, född den 30 december 1782 i Kristiansand, död den 30 mars 1848 i Kristiania, var en norsk jurist och politiker.
Hielm blev juris kandidat i Köpenhamn 1800, højesteretsadvokat 1813, flyttade tillbaka till Norge 1814, blev højesteretsadvokat där samma år, var 1815-16 juris docent, samt 1820-25 regeringsadvokat. Som medlem av Stortinget 1830, 1833, 1836-37 och 1842 var Hielm en av oppositionens mest framträdande och lysande representanter. Redan 1830 ställde han unionsproblemet i hela dess vidd under debatt, en inställning som sedan i mångt och mycket blev vägledande för den norska oppositionen.

## Fotnoter
1. ↑  Merkedager : fødselsdager, stiftelsesdatoer, begivenheter, Biblioteksentralen, 1989, ISBN 82-7022-061-2, läs online.[källa från Wikidata]
2. 1 2  Encyclopædia Britannica, Encyclopædia Britannica Online-ID: biography/Jonas-Anton-Hielmtopic/Britannica-Online, läst: 9 oktober 2017.[källa från Wikidata]
3. 1 2  Tallak Lindstøl, Stortinget og statsraadet: 1814–1914. B. 1 D. 1 : Biografier A-K, 1914, s. 377, läs online.[källa från Wikidata]
4. ↑  läs online, www.begravdeioslo.no , läst: 27 november 2018.[källa från Wikidata]
5. ↑  Tallak Lindstøl, Stortinget og statsraadet: 1814-1914. B. 2 D. 1 : De enkelte storting og statsraader 1814-1885, 1914, s. 146, läs online.[källa från Wikidata]
6. ↑  Tallak Lindstøl, Stortinget og statsraadet: 1814-1914. B. 2 D. 1 : De enkelte storting og statsraader 1814-1885, 1914, s. 160, läs online.[källa från Wikidata]
7. ↑  Tallak Lindstøl, Stortinget og statsraadet: 1814-1914. B. 2 D. 1 : De enkelte storting og statsraader 1814-1885, 1914, s. 175, läs online.[källa från Wikidata]
8. ↑  Tallak Lindstøl, Stortinget og statsraadet: 1814-1914. B. 2 D. 1 : De enkelte storting og statsraader 1814-1885, 1914, s. 191, läs online.[källa från Wikidata]
9. ↑  Tallak Lindstøl, Stortinget og statsraadet: 1814-1914. B. 2 D. 1 : De enkelte storting og statsraader 1814-1885, 1914, s. 206, läs online.[källa från Wikidata]